# Университет Ренн II Верхней Бретани
Университет Ренн II Верхней Бретани (фр. Université de Haute Bretagne - Rennes 2) — французский университет, расположенный в городе Ренн.

## Факультеты
- Язык
- Изящные искусства
- Гуманитарные науки
- История
- География
- Психология
- Социология
- Спорт

## Выпускники
- Мурадова, Анна Романовна
- Оноре, Кристоф
- Свен де Рен

## Преподаватели
- Кундера, Милан
- Соареш, Марио